# Список кардиналов, возведённых папой римским Урбаном II

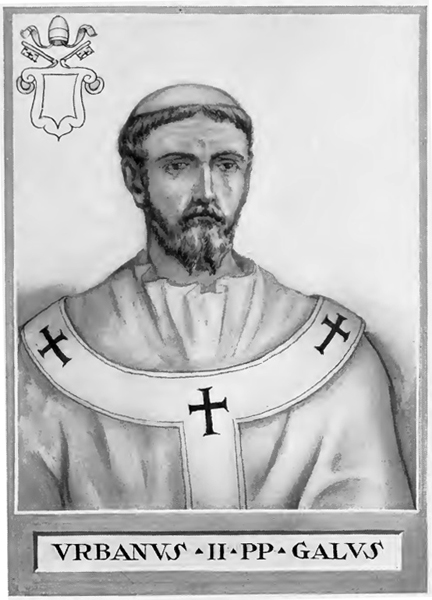
Папа Урбан II

Кардиналы, возведённые Папой римским Урбаном II — 71 прелат, клирик и мирянин были возведены в сан кардинала на десяти Консисториях за почти одиннадцать с половиной лет понтификата Урбана II.
Самой большой консисторией, была Консистория от 1088 года, на которой было назначено двадцать восемь кардиналов.

## Консистория от 1088 года
- Домниццоне (кардинал-епископ Сабины);
- Одо де Шатильон, O.S.B.Clun. (кардинал-епископ Остии);
- Пьетро (кардинал-священник церкви Санти-Сильвестро-э-Мартино-ай-Монти);
- Амико старший, O.S.B., аббат монастыря Сан-Лоренцо-фуори-ле-Мура, в Риме (кардинал-священник церкви Санта-Кроче-ин-Джерусалемме);
- Джованни (кардинал-священник церкви Сант-Анастазия);
- Грегорио (кардинал-священник церкви Сан-Кризогоно);
- Джанроберто Капицукки (кардинал-священник церкви Сан-Клементе);
- Роберт (кардинал-священник церкви Сан-Эузебио);
- Боне старший (кардинал-священник церкви Санти-Джованни-э-Паоло);
- Ризо (кардинал-священник церкви Сан-Лоренцо-ин-Дамазо);
- Лев (кардинал-священник церкви Сан-Марко);
- Грегорио Папарони (кардинал-священник церкви Санта-Мария-ин-Трастевере);
- Альберико (кардинал-священник церкви Сан-Пьетро-ин-Винколи);
- Грегорио (кардинал-священник церкви Санта-Приска);
- Альберто (кардинал-священник церкви Санта-Сабина);
- Паоло Джентили (кардинал-священник церкви Сан-Систо);
- Бенедетто (титулярная церковь неизвестна);
- Ландольфо Рангоне (кардинал-священник церкви Сан-Лоренцо-ин-Лучина);
- Джованни Каэтани, O.S.B.Cas. (кардинал-дьякон с титулярной диаконией Санта-Мария-ин-Козмедин);
- Грегорио, O.S.B., аббат монастыря Субиако (кардинал-дьякон с титулярной диаконией Санта-Лючия-ин-Септисолио);
- Грегорио (кардинал-дьякон с титулярной диаконией Сант-Эустакьо);
- Грегорио Папарески деи Гвидони старший, Can.Reg.Lat. (титулярная диакония неизвестна);
- Раньеро (кардинал-дьякон с титулярной диаконией Сан-Джорджо-ин-Велабро);
- Косма (кардинал-дьякон с титулярной диаконией Санта-Мария-ин-Аквиро);
- Джованни ди Субиако, O.S.B. (кардинал-дьякон с титулярной диаконией Санта-Мария-ин-Домника);
- Пагано (кардинал-дьякон с титулярной диаконией Санта-Мария-Нуова);
- Лев Остийский, O.S.B.Cas. (кардинал-дьякон с титулярной диаконией Санти-Вито-э-Модесто);
- Ацоне (титулярная диакония неизвестна).

## Консистория от 1090 года
- Убальдо (кардинал-епископ Сабины);
- Бово (епископ Лабико);
- Оддоне (кардинал-епископ Альбано);
- Джованни (кардинал-дьякон с титулярной диаконией Сант-Адриано).

## Консистория от 1091 года
- Гвалтерио (кардинал-епископ Альбано);
- Рангиер, O.S.B. (кардинал-священник церкви Санта-Сусанна).

## Консистория от 1092 года
- Берардо (кардинал-епископ Палестрины);
- Бруно (кардинал-священник церкви Санта-Сабина).

## Консистория от 1093 года
- Джованни Минуто (кардинал-епископ Фраскати).

## Консистория от 1094 года
- Теодорих (титулярная церковь неизвестна);
- Жоффруа Вандомский, O.S.B. (кардинал-священник церкви Санта-Приска);
- Альберто (титулярная церковь неизвестна).

## Консистория от 1095 года
- Маурицио (кардинал-епископ Порто);
- Анастасио (кардинал-священник церкви Сан-Клементе);
- Бонсиньоре (титулярная церковь неизвестна);
- Дитрих (титулярная диакония неизвестна);
- Герман (титулярная диакония неизвестна);
- Гуго (титулярная диакония неизвестна);
- Роджеро (титулярная диакония неизвестна).

## Консистория от 1097 года
- Раниеро (кардинал-священник церкви Сан-Клементе)[1];
- Бернардо дельи Уберти, O.S.B.Vall. (кардинал-священник церкви Сан-Кризогоно).

## Консистория от 1098 года
- Милон (кардинал-епископ Палестрины).

## Консистория от 1099 года
- Оффо, епископ Непи;
- Пьетро (кардинал-священник церкви Санта-Чечилия);
- Бобоне (кардинал-священник церкви Санти-Куаттро-Коронати);
- Пьетро (кардинал-священник церкви Сан-Марчелло);
- Раниеро (кардинал-священник церкви Санти-Марчеллино-э-Пьетро);
- Ламберто Сканнабекки ди Фаньяно, C.R.S.A. (кардинал-священник церкви Санта-Прасседе);
- Джерардо (кардинал-священник церкви Санта-Приска);
- Оттон (кардинал-священник церкви Санта-Пуденциана);
- Альберто (кардинал-священник церкви Санта-Сабина);
- Сиджиццоне старший (кардинал-священник церкви Сан-Систо);
- Бенедетто (кардинал-священник церкви Санти-Сильвестро-э-Мартино-ай-Монти);
- Джованни (титулярная церковь неизвестна);
- Джованни (титулярная церковь неизвестна);
- Литузензе (титулярная церковь неизвестна);
- Джоната старший (кардинал-дьякон с титулярной диаконией Санти-Козма-э-Дамиано);
- Бобоне (кардинал-дьякон с титулярной диаконией Сан-Джорджо-ин-Велабро);
- Грегорио Гаэтани (кардинал-дьякон с титулярной диаконией Санта-Лючия-ин-Септисолио);
- Стефано (кардинал-дьякон с титулярной диаконией Санта-Лючия-ин-Силиче);
- Уго (кардинал-дьякон с титулярной диаконией Сан-Никола-ин-Карчере);
- Альдо да Ферентино (кардинал-дьякон с титулярной диаконией Санти-Серджо-э-Бакко);
- Бернардо (титулярная диакония неизвестна).